# Eugenia racemiflora
Eugenia racemiflora är en myrtenväxtart som beskrevs av Otto Karl Berg. Eugenia racemiflora ingår i släktet Eugenia och familjen myrtenväxter.
Artens utbredningsområde är Peru. Inga underarter finns listade i Catalogue of Life.